# Kościół Świętej Trójcy i Najświętszej Maryi Panny Różańcowej w Byczynie
Kościół Świętej Trójcy i Najświętszej Maryi Panny Różańcowej – rzymskokatolicki kościół parafialny, mieszczący się przy ulicy Kościelnej 3 w Byczynie, należący do parafii Świętej Trójcy i Najświętszej Maryi Panny Różańcowej w Byczynie w dekanacie Wołczyn, diecezji kaliskiej.

## Historia kościoła
W miejscu dzisiejszego kościoła, już w 1712 roku, istniał kościół o konstrukcji drewnianej. Wzniesiony został on przez cieślę Samuela Matuszkę. W 1757 roku budowla spłonęła. Dzisiejszy, barokowy kościół został wybudowany w latach 1765-1767. 
W 1787 roku dobudowana została wieża przez księdza Karola Schuberta z Krapkowic, ówczesnego kurator kościoła. W latach 1793–1807 przeprowadzono remont kościoła. M.in. otynkowano budynek, wewnątrz świątyni poszerzono chór muzyczny i wybudowano ambonę. W latach 1814–1818 zamontowano nowe organy i ołtarz główny, które ufundował L. Tomasz Smolnitzky. W 1838 roku w kościele przeprowadzono kolejne prace renowacyjne. W 1861 roku przeprowadzono restaurację kolejnego ołtarza. Do 1867 roku odnowiono wszystkie ołtarze w kościele. Gruntowny remont kościoła i jego otoczenia przeprowadzono w latach 1891–1892

## Architektura i wnętrze kościoła

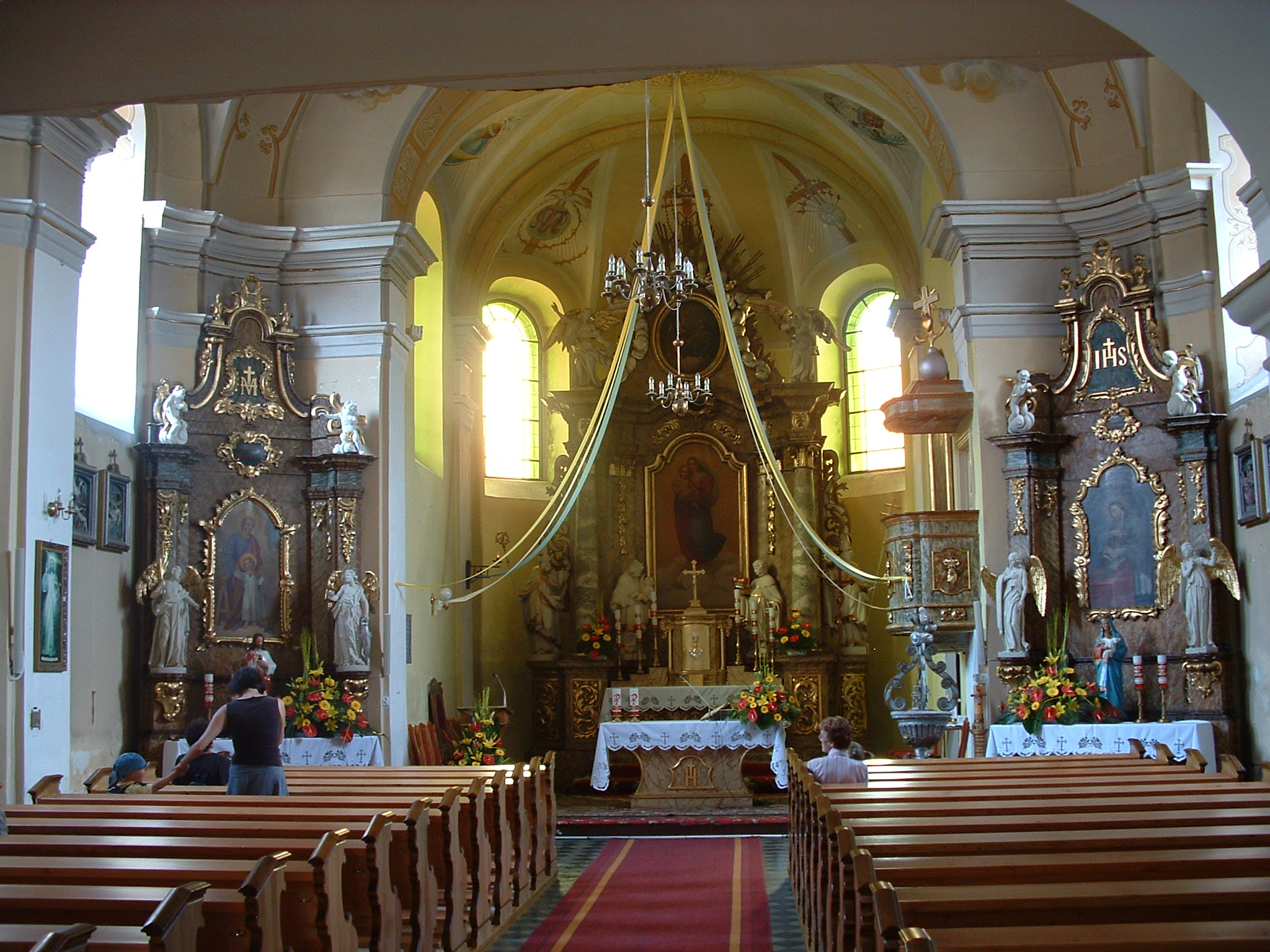
Wnętrze świątyni

Kościół położony jest w zachodniej części miasta i otoczony murem. Zbudowany został z cegły i otynkowany. Jest to konstrukcja halowa, orientowana, prezbiterium zostało wydzielone, jednoprzęsłowe, zamknięte poligonalne. Od strony południowej do prezbiterium przylega zakrystia. Nawa jest trójprzęsłowa, ze ściętymi narożnikami, natomiast wieża (w swej dolnej części) wbudowana została w korpus świątyni. Obok głównej wieży (od strony południowej budowli) znajduje się mniejsza wieża, w której mieszczą się schody na chór organowy. Dach kościoła jest trójspadowy, pokryty dachówką ceramiczną. Hełmy obu wież mają kształt baniasty i pokryte są blachą.
Wyposażenie świątyni pochodzi z przełomu XVIII/XIX wieku i należą do niego m.in. zabytkowe ołtarze i barokowa chrzcielnica.

## Dzwony
Na kościelnej wieży wiszą 3 dzwony odlane w różnych latach oraz nieużywana sygnaturka. Codziennie o 12:00 chwilę przed kurantem z ratusza można usłyszeć dzwon średni. Dzwon z poprzedniego zestawu i utracony w czasach wojennych został zakupiony w 1841 roku.